# Sjuletjärnen (Sorsele socken, Lappland)
Sjuletjärnen är en sjö i Sorsele kommun i Lappland och ingår i Umeälvens huvudavrinningsområde. Sjön har en area på 0,1 kvadratkilometer och ligger 303,2 meter över havet.

## Delavrinningsområde
Sjuletjärnen ingår i det delavrinningsområde (724561-159757) som SMHI kallar för Mynnar i Vindelälvens vattendragsyta. Medelhöjden är 322 meter över havet och ytan är 9,99 kvadratkilometer. Det finns inga avrinningsområden uppströms utan avrinningsområdet är högsta punkten. Vattendraget som avvattnar avrinningsområdet har biflödesordning 3, vilket innebär att vattnet flödar genom totalt 3 vattendrag innan det når havet efter 263 kilometer. Avrinningsområdet består mestadels av skog (76 procent) och sankmarker (20 procent). Avrinningsområdet har 0,29 kvadratkilometer vattenytor vilket ger det en sjöprocent på 2,9 procent.